# De Cock en een dodelijk rendez-vous
De Cock en een dodelijk rendez-vous is het zevenenveertigste deel van de De Cock-serie van politieromans.

## Verhaal
Rechercheur De Cock van het bureau Warmoesstraat voelt zich voldaan na het in kaart brengen van een omvangrijke fraudezaak. Zijn collega Dick Vledder is nog steeds bezig vragen van de officier van justitie te beantwoorden over hun laatste gecompliceerde moordzaak uit een vorig onderzoek. De Cock had juist gehoopt na de parlementaire enquête van de commissie Van Traa van dit soort administratieve rompslomp te zijn verlost. De Cock is zwaar teleurgesteld in deze Officier van justitie. Deze functionaris zou voorop moeten gaan in het onderzoek, maar beperkt zich nu slechts tot het plaatsen van kanttekeningen achteraf als de zaak al is opgelost. Dick Vledder hoort hem hoofdschuddend aan. Zijn collega foetert altijd op Justitie. Maar juist de ongeoorloofde opsporingsmethoden van De Cock zijn berucht. Verboden inkijkoperaties met hulp van het apparaat van Handige Henkie, Smalle Lowietje voor de penoze-tips, en als slotakkoord meestal een valstrik om de moordenaar te ontmaskeren, die vaak bestaat uit uitlokking tot een laatste moord. Kortom, zijn collega neemt een loopje met de wet. De Cock verdedigt zich maar wordt gestoord door het binnenkomen van een mannelijk geklede vrouw, ene Lorette de Jong. Haar vriendin Juliette Dupuitrain woont met haar samen in Purmerend. Juliette laat zich overigens Charmaine noemen. Laatstgenoemde heeft een deel van een pandje gekocht aan De Wallen en verdient daar haar geld. De Cock kent het pandje wel. Het oude hotel ‘De Veilige Haven’ aan de Achterburgwal is inderdaad onlangs verbouwd tot prostitutiepand. Charmaine heeft de laatste weken last van een gluurder, een mannetje met snor, dat gisteravond uiteindelijk bij haar binnen kwam, betaalde en slechts vluchtig zijn vingers op haar hals legde. Vanavond belde ze dat hij er weer was. Een man met zwart haar, donkere ogen en een brede Turks aandoende snor met op de rechterhand een tatoeage in de vorm van een zonnetje.
Ruziemakend lopen De Cock en Vledder naar het betreffende pand aan de Achterburgwal. Dick vindt dat een prostituée professioneel moet verdragen dat ze wordt bekeken, maar De Cock neemt Lorette uit Purmerend uitermate serieus. In haar peeskamertje treffen de twee rechercheurs een gewurgde Charmaine aan. In een wanhoopspoging laat De Cock nu zo veel mogelijk mannen met snor oppakken en afvoeren naar het politiebureau Warmoesstraat. Politiefotograaf Bram van Wielingen is bang dat de Groningse moorden zijn overgewaaid naar zijn Amsterdam. Lijkschouwer dokter Den Koninghe stelt vast dat het slachtoffer nog niet zo lang dood is. Aan de wurgsporen meent hij bovendien op te maken dat de dader kleiner was dan het slachtoffer. Terug aan het politiebureau zijn er voor rechercheur De Cock zeven mannen met snor verzameld. De Cock chanteert een klagende boze man met de dreiging van een bezoekje bij hem thuis in het bijzijn van zijn echtgenote. Twee andere mannen blijken trouwens illegalen, en een derde heeft nog drie maanden gevangenisstraf open staan. De Cock laat drie anderen gaan maar hij neemt wel de allerkleinste mee voor een verhoor. Het is Johan-Pieter Berkenhout, die na een lang voorarrest is vrijgesproken van een snelkraak. Laatstgenoemde werd vroeger ‘’De Shovel’’ genoemd en zegt desgevraagd geen moordenaar te zijn. Maar hij wil niet meer door iemand als Dick Vledder worden aangehouden. Bij een volgende arrestatie opteert hij voor de baas zelf. De Cock laat hem voorlopig gaan.
De volgende ochtend heeft wachtcommandant Jan Kusters als eerste last gekregen met de razzia. Maar De Cock gaat strijdlustig de confrontatie met zijn chef Buitendam aan. Die heeft op zijn beurt vragen gekregen van de Officier van justitie Mr. van Medhuizen. Na een korte woordenwisseling verwijt De Cock laatstgenoemde informanten te hebben onder de hoerenlopers. Commissaris Buitendam stuurt hem zoals gebruikelijk zijn kamer uit. Dick Vledder heeft intussen met hun gewaardeerde collega Hans Rijpkema gesproken. Hij was destijds rechercheur aan de Warmoesstraat en heeft de zaak jegens de snelkraker Johan-Pieter Berkenhout voor de rechter gebracht. Tien jaren geleden na zijn vrijspraak is ‘De Shovel’ naar Spanje vertrokken en hij is sindsdien niet meer gesignaleerd in de hoofdstad. Bij de twee rechercheurs meldt zich nu de ex-vriendin van Charmaine, Grietje van der Zee. Ze waren bovendien oud collega’s bij de IJsselsteinse Bank. Ze beschuldigt Lorette de Jong ervan Charmaine tot prostitutie te hebben gedwongen. Ze beticht haar van twee eerdere moordpogingen en daarmee ook van de laatste en deze keer geslaagde moord.
Terwijl Dick Vledder uitgebreid geïnstrueerd naar de sectie gaat, praat De Cock met Brabantse Truus, die vlak tegenover De Veilige Haven woont. Ook deze oude kennis van De Cock maakt gewag van een gedrongen mannetje met een snor. In een stevig verhoor meldt Lorette fraude van Charmaine bij haar vorige werkgever. Dick Vledder noemt als hij het verhaal hoort de terugbetalingsregeling van de bank een ‘wurgcontract’. De twee rechercheurs gaan hun licht maar eens opsteken bij Smalle Lowietje. De caféhouder heeft een heel ondeugende limerick over het slachtoffer, die hij ‘kippie’ noemt. Lowie noemt de eigenaar van het pand Witte Gijssie, kennelijk een stromannetje voor de maffia. Die club heeft ook al eens een bod op zijn etablissement gedaan. De Cock gaat onmiddellijk Witte Gijssie feliciteren met zijn nieuwe pandje. Maar het pandje is al twee jaar in bedrijf. Het vrijstaande kamertje heeft hij alweer verhuurd aan ene Bertus van het Hooft voor zijn mooie vriendin. Bertus had een tatoeage, een klein rood zonnetje op de rug van zijn rechterhand en een zwarte snor.
Lorette De Jong heeft inmiddels in de administratie van haar overleden vriendin gevonden, dat ze in twee jaar een half miljoen heeft overgemaakt aan haar ex, Grietje. Dick Vledder zoekt vervolgens uit dat Charmaine een schuldbekentenis van tweehonderdvijftigduizend gulden had getekend met de IJsselsteinse Bank. In twee jaar had ze daarvan al 2 ton terugbetaald. In de twee jaar ervoor had ze een half miljoen gulden overgemaakt aan Grietje van der Zee. Duidelijk fout geld uit de tijd ze beiden nog bij de IJsselsteinse Bank werkten. Ondanks enige aandrang van Dick Vledder beschouwt de directeur van de bank de affaire als afgedaan na het overlijden van Charmaine. De twee rechercheurs rijden naar het woonhuis van Grietje van der Zee aan de Berkenstraat in Duivendrecht. Na enig verweer bekent ze het half miljoen te hebben ontvangen. De helft voor de aankoop van het huis in de Berkenstraat en de andere helft als afkoopsom voor de ex-man van haar ex-vriendin. Het huwelijk van Charmaine met Gerard van Kastelen was duidelijk een vergissing. Gerard vroeg eerst drie ton maar ging ten slotte akkoord met 275.000 gulden. De twee vriendinnen kwamen 25.000 tekort, die ze bij moesten lenen. Charmaine was intussen met haar fraude gestopt. Toen ze alsnog betrapt werd, eiste de bank de 250.000 gulden terug. Nadat Gerard was afgekocht hervatte Charmaine haar fraude en van de tweede 250.000 werd het huis in de Berkenstraat aangeschaft. Vervolgens troonde Lorette haar mee naar Purmerend, Grietje alleen in Duivendrecht achterlatend. Maar aan de Achterburgwal begon Gerard zijn ex weer te chanteren en eiste een deel van het prostitutiegeld op. Hij kreeg geen cent en dreigde haar strot dicht te zullen knijpen.
Terugrijdend uit Duivendrecht vindt De Cock dat ze te veel verdachten hebben. Aan de Warmoesstraat wil Gijsbertus van Damme, Witte Gijssie, praten met de rechercheurs. Hij heeft op de plek van de gepleegde moord de huurder van het kamertje gevonden met een stuk elektriciteitsdraad om zijn nek. Op de rug van zijn rechterhand zien ze een tatoeage. De angst van Charmaine ligt gewurgd op bed. De Cock besluit vervolgens Gerard van Kastelen te gaan bezoeken aan de Bilderdijkkade. Hij zegt de 275.000 gulden te hebben vergokt en zijn ex-vrouw een dag voor haar dood nog te hebben gewaarschuwd. Maar hij kent Haagse Bertus, een oude kennis van zijn vader. Laatstgenoemde wil het pandje opkopen. Terug aan de Warmoesstraat zit de mooie vriendin van Haagse Bertus te wachten, Sylvia van Rosmalen. Ze kent hem ook onder zijn burgerlijke naam Alexander van Zoggel. Ze is hem ooit in Spanje tegengekomen. Ze denkt nu dat de pooier van Charmaine op zijn beurt haar Bertus heeft vermoord. Na een lange discussie tussen de twee rechercheurs denkt De Cock dat Haagse Bertus inderdaad Charmaine heeft vermoord. Maar bij dood houdt het strafrecht op dus de moord op Charmaine is zo een mooie ronde zaak. Vervolgens meldt ene Charles van Milschot zich bij de rechercheurs. Hij kent Haagse Bertus vanwege hun gezamenlijke Spaanse tijd, een jaar of acht geleden. Ze hadden destijds een rendez-vous 7 jaar later afgesproken bij de moeder van Alexander van Zoggel aan de Lindengracht. Rechercheur De Cock krijgt van de moeder van Alexander inderdaad te horen dat er een rendez-vous was afgesproken tussen vier heren. Ook Hendrik Noordijk uit Den Haag zou aanwezig zijn en een voor haar onbekend gebleven vierde man. De Cock wil nu Charles van Milschot aan de tand voelen over de vierde man, maar laatstgenoemde heeft inmiddels zijn hotel aan het Damrak verlaten.
De volgende ochtend moet Dick Vledder naar de sectie op Westgaarde en ligt er voor De Cock een nieuw lijk in het peeskamertje van de eerder overleden Charmaine. Gelukkig had Witte Gijssie na de eerste moord een wit laken latenhangen, zodat de nieuwe moorden minder opvielen. Witte Gijssie zegt dat een of andere malloot met grof geweld het slot heeft geforceerd, dat je met een paperclip open zou krijgen. De Cock treft binnen de breedgeschouderde Charles van Milschot aan, gewurgd met elektriciteitsdraad. Politiefotograaf Bram van Wielingen is erg verbaasd over de derde moord en hij constateert dat de roestige prullenmand onder de wastafel opnieuw is verplaatst. Bij de sectie blijkt dat Albertus van Zoggel een ernstige hartafwijking had en toch niet lang meer had te leven. Dick Vledder is bovendien in zijn nopjes met het inbrekerswerktuig van Alexander, een tweede apparaatje a la Handige Henkie, dat De Cock veelvuldig gebruikt. De grijze rechercheur weet nu bijna zeker dat Alexander onopvallend inbrak in het peeskamertje en daar een gillende Charmaine aantrof, die hij vervolgens om het leven bracht.
De Cock en Vledder hebben nog steeds geen goed idee over het rendez-vous. Ze besluiten aan de Lindenlaan bij de moeder van Alexander Sylvia een scherp verhoor af te nemen over haar laatste dag met Charles van Milschot. Het levert Sylvia het bericht van de dood van Charles op. Zelf geeft zij het Haagse adres van Hendrik Noorddijk, in de Schalk Burgerstraat. Vader Hendrik wil de verblijfplaats van zijn zoon eerst niet aan de rechercheurs geven. Maar De Cock drukt door en meldt de dood van Bertus, een oude gabber van zoon Hendrik. Hij vertelt vader Hendrik over twee dode mannen en een rendez-vous en zijn angst dat zoon Hendrik het derde slachtoffer wordt. Hij moet echt contact op nemen met de Amsterdamse politie om zijn eigen wurgmoord te voorkomen. Terug in Amsterdam besluiten de rechercheurs eerst nog een cognackie te gaan halen bij Smalle Lowietje. De caféhouder noemt Charles spontaan juwelen Charles. Laatstgenoemde handelde overigens ook in goud. Terug aan de Warmoesstraat blijkt dat Gijsbertus van Damme is overvallen, maar volgens wachtcommandant Jan Kusters heeft hij het overleefd. Witte Gijssie zegt dat hij een klap heeft gehad van een man met een snor in het peeskamertje. De Cock vindt dat hij er nog genadig van afgekomen is. Teruglopend naar het politiebureau constateren de twee rechercheurs dat het onderzoek naar de twee onopgeloste moorden volledig vastzit. Maar gelukkig zit zoon Hendrik Noorddijk op hen te wachten.
De Cock zet een val op. De collega’s Fred Prins en Appie Keizer zijn maar wat blij dat ze weer met het slotakkoord mee mogen doen. Er zijn televisieopnamen en Hendrik Noordijk heeft een microfoontje op zijn lichaam. Onder het bed in het peeskamertje ligt een jonge diender, Jaap Alberts, als extra zekerheidje. Maar ze hebben toch de grootste moeite om uiteindelijk ‘De Shovel’ te arresteren. Een man met een snor, Johan-Pieter Berkenhout, reeds opgepakt bij de eerste razzia. Thuis legt De Cock aan de collega’s van het slotakkoord uit dat er een schat was verborgen onder de vloer van het peeskamertje. Haagse Bertus en Hendrik Noordijk pleegden acht jaar geleden juwelendiefstallen, waarbij Charles van Milschot als heler optrad. Toen de beveiliging van de juwelierszaken verbeterde, werd het grove geweld van ‘De Shovel’ ingezet. Uiteindelijk besloot Hendrik Noordijk om uit te wijken naar Spanje. Het waardevolste en dus niet omgesmolten deel van de buit werd verstopt in de kruipruimte van het hotel De Veilige Haven. Drie koffers met juwelen. De heren hoopten dat een zevental jaren later de juwelen beter te verhandelen zouden zijn. De Shovel zag de moord op Charmaine en wurgde op zijn beurt haar moordenaar Haagse Bertus. De Shovel bleef het peeskamertje in de gaten houden en wurgde ook Charles van Milschot. Toen er nog maar twee makkers over waren, was het niet moeilijk om middels Hendrik Noordijk voor de derde keer De Shovel tot een moordpoging te verleiden. Na afloop van de uiteenzetting plaagt mevrouw De Cock haar man met zijn allereerste arrestatie van De Shovel. Maar De Cock had toen nog veel te weinig bewijs.